# Marie Bui
Pour les articles homonymes, voir Bui.
Marie Bui, née le 20 octobre 1993 à Annecy, est une karatéka française.

## Carrière
Aux Championnats du monde de karaté juniors et cadets 2011, elle remporte la médaille d'or junior en kata par équipe. Aux Championnats d'Europe de karaté 2017, elle est médaillée d'argent en kata par équipes avec sa sœur Lila Bui et Sandy Scordo.
Elle est médaillée de bronze en kata par équipe aux Championnats d'Europe de karaté 2018 avec Lila Bui et Jessica Hugues.
Aux championnats d'Europe 2024 à Zadar, elle est médaillée de bronze en kata par équipes.

## Famille
Elle est la sœur des karatékas Maï-Linh et Lila Bui.